# Ernst Schilling (Politiker)

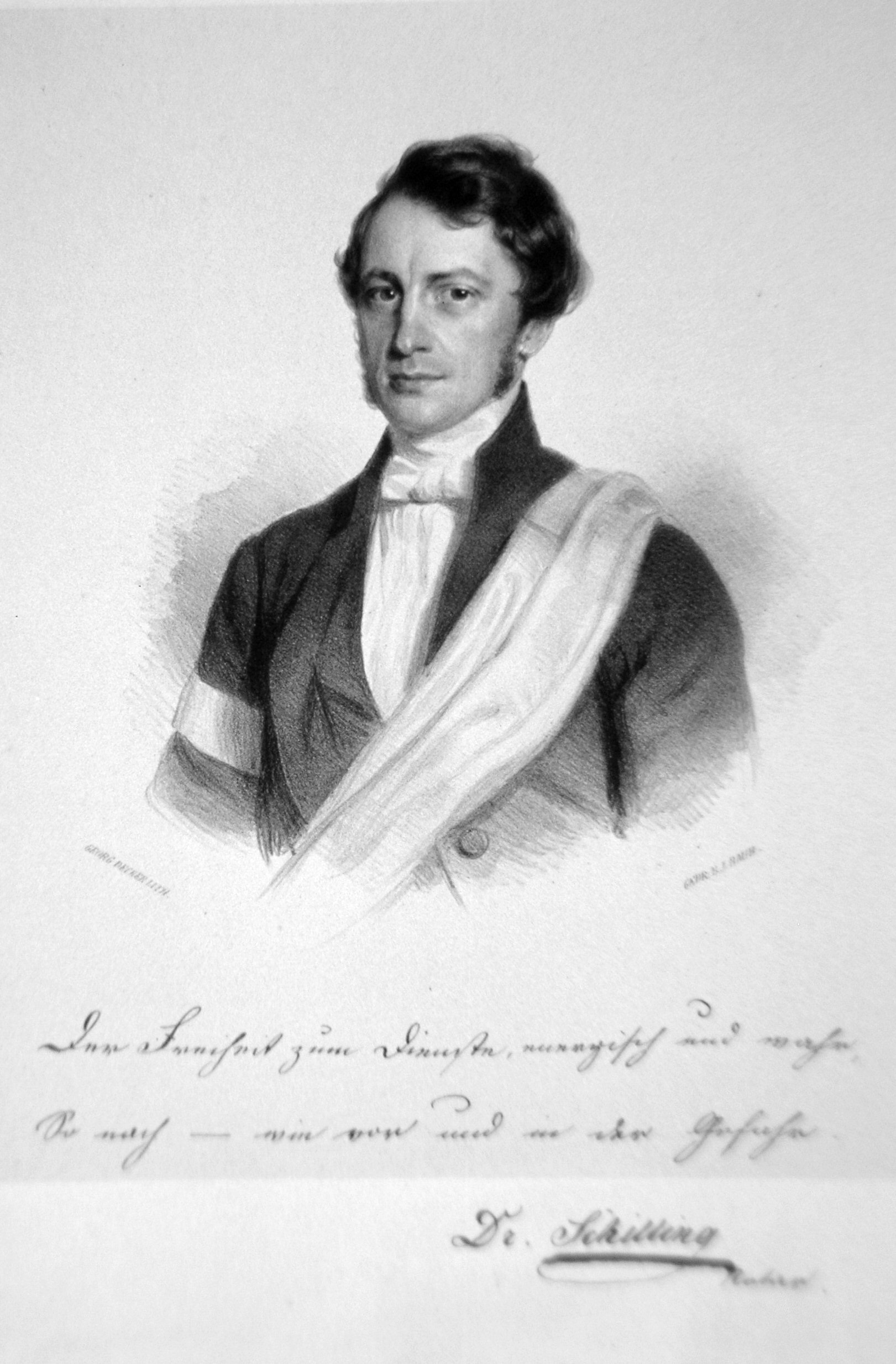
Ernst Schilling, Lithographie von Georg Decker, ca. 1848

Ernst Schilling (* 25. Dezember 1809 in Lofer; † 25. April 1872) war ein österreichischer Arzt und demokratischer Politiker während der Revolution von 1848/49. Nach dem Scheitern der Revolution emigrierte er in die USA.

## Leben
Schilling studierte zwischen 1829 und 1836 Philosophie in Salzburg und Medizin in Wien. Seitdem arbeitete er als praktischer Arzt in Wien. Dort promovierte er auch 1844 zum Dr. med. Er war von 1845 bis 1849 Mitglied der Medizinischen Fakultät der Universität Wien und in den Jahren zwischen 1847 und 1849 deren Vorsteher. In den Jahren 1848/49 war er Notar des Witweninstituts der Medizinischen Fakultät.
Er gehörte im Frühjahr 1848 zunächst dem Frankfurter Vorparlament an und befand sich dann unter den österreichischen Vertretern im sogenannten Fünfzigerausschuss, der die Arbeit des Vorparlaments fortsetzte.
Im April 1848 stand er an der Spitze einer Delegation des Fünfzigerausschusses, die nach Prag reiste, um die Führer der tschechischen Nationalbewegung um František Palacký zur Teilnahme Böhmens an den Wahlen zu bewegen.
Im Mai 1848 wurde er für den Wahlkreis Österreich unter der Enns in Wien-Leopoldstadt zum Abgeordneten zur Frankfurter Nationalversammlung gewählt, der er vom 18. Mai 1848 bis zum 3. Januar 1849 angehörte. Sein Nachfolger im Parlament war Johann Jacob Herz.
In der Nationalversammlung schloss sich Ernst Schilling der Fraktion Deutscher Hof und deren Nachfolgefraktion Märzverein an und gehörte damit zu der in der Nationalversammlung tonangebenden demokratischen Linken, aber nicht zu deren radikalen Vertretern. Er war 1848 auch Mitglied des österreichischen Klubs in der Sokratesloge in Frankfurt am Main. Im Parlament gehörte er dem Ausschuss für Volksbewaffnung und Heereswesen an.
Am 15. Mai 1848 wurde ihm die Ehrenbürgerschaft der Stadt Salzburg verliehen.
Nach dem Scheitern der Revolution wanderte Ernst Schilling in die USA aus. Hier, in New York, gehörte er zu einer Gruppe eingewanderter deutscher Ärzte (u. a. Joseph Kämmerer, H. Schweig, Joseph Goldmark, Ernst Krackowizer), die sich um Abraham Jacobi scharte und in dem als Kleindeutschland bezeichneten Stadtteil eine radikale medizinische Reform in die Wege leitete.
Um 1855 war Schilling als Consulting Physician Mitglied des dreiköpfigen Medical Board im auf Ward’s Island eingerichteten State Emigrant Refuge (einem Krankenhaus für Einwanderer, das in den 1850er-Jahren der weltgrößte Spitalskomplex war).